# Dimension (álbum)
Dimension es el primer álbum de estudio de la banda japonesa de metalcore Crystal Lake. Fue lanzado el 5 de junio de 2006 a través del sello Imperium Recordings. Es el primer y también el último álbum que presenta a su bajista fundador Seiji Nagasawa antes de que dejara la banda.

## Lista de canciones
Todas las canciones escritas y compuestas por Kentaro Nishimura, Yudai Miyamoto, Shinya Hori, Seiji Nagasawa y Yusuke Ishihara. 
| N.º | Título                                                     | Duración |  |
| 1.  | «Fabricated Refuge»                                        | 3:31     |  |
| 2.  | «The Passage»                                              | 5:09     |  |
| 3.  | «Fifth Dimension» (instrumental)                           | 1:25     |  |
| 4.  | «Innocence»                                                | 5:26     |  |
| 5.  | «Forsaken Desire»                                          | 5:40     |  |
| 6.  | «Voyage (46 Hundred Million Years Fate...)» (instrumental) | 1:41     |  |
| 7.  | «Before It Fades»                                          | 4:34     |  |
| 8.  | «The Burden»                                               | 6:13     |  |

## Personal
Crystal Lake
- Kentaro Nishimura – Voz principal
- Judai Miyamoto – Guitarra principal
- Shinya Hori – Guitarra rítmica
- Seiji Nagasawa – bajo
- Yusuke Ishihara – batería